# 榎津西町
榎津西町（えのきづにしまち）は、愛知県名古屋市中川区の地名。

## 地理
名古屋市中川区西部に位置する。東・北は富田町榎津、南は榎松町。

### 人口の変遷
国勢調査による人口の推移
| 2000年（平成12年） | 6人 | [ 3 ] |  |
| 2005年（平成17年） | 6人 | [ 4 ] |  |

## 歴史

### 沿革
- 1981年（昭和56年）3月7日 - 中川区富田町大字榎津の一部により、同区榎津西町が成立[5]。